# Ulleres de soldar

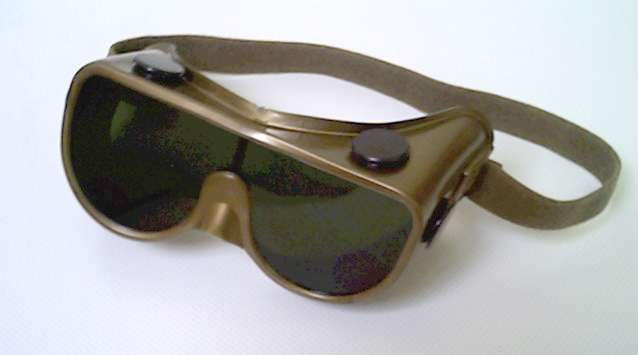
Ulleres per a soldadura de gas

Les ulleres de soldar proporcionen un cert nivell de protecció ocular mentre s'estan fent algunes formes de soldadura o tall. Estan destinades a protegir els ulls no només de la calor i la radiació òptica produïda per la soldadura, amb la intensa llum ultraviolada produïda per un arc elèctric, sinó també per les espurnes o esquerdills. Tanmateix, per a la soldadura per arc, pot ser necessària una màscara completa, que dona més protecció.

## Ús
Els processos de soldadura i tall, inclosa la soldadura i el tall d'arc, així com la "soldadura forta" produeixen intensos raigs ultraviolats (UV), infraroigs (IR) i altres de longitud d'ona de llum visible. Les longituds d'ona UV i IR no es poden veure i poden produir lesions oculars sense que la víctima se'n adoni immediatament. Es necessiten filtres d'un color fosc del tipus adequat perquè el soldador pugui veure el metall intensament brillant que està soldant. Una màscara de soldadura homologada també pot tenir filtres per a la protecció de la radiació òptica i ofereix una protecció addicional contra escardills i espurnes. Les ulleres de soldar i les ulleres de protecció amb bloqueig UV amb escuts laterals es consideren de protecció primària, mentre que la màscara frontal o el casc de soldadura són considerats com de protecció secundària. Amb les ulleres, els ulls encara estan protegits fins i tot quan la màscara o el casc s'aixequen de la cara.
El filtre òptic en les ulleres de soldadura, màscara facial o casc ha de ser un tipus adequat per al tipus de treball que s'està realitzant. Un filtre adequat per a la soldadura amb gas, per exemple, no s'han d'utilitzar per a la soldadura per arc. estan disponibles màscares electròniques d'enfosquiment automàtic per a la soldadura per arc, el MIG, el TIG, i el tall per plasma, i permeten una millor visió abans que arribi l'arc i després d'extingir-se. La manca d'ús d'aquesta protecció en el cas de la soldadura per arc o fins i tot el fet d'estar a prop d'on es realitza la soldadura, pot donar lloc a una condició dolorosa anomenada "fotoqueratitis", similar a una cremada severa de la còrnia i conjunctiva de l'ull.